# Памятник Дальней авиации (Москва)
Памятник Дальней авиации — памятник лётчикам Дальней авиации России, установленный в Москве, в сквере Девичьего поля.

## Предыстория
Девичье поле — старинный малолюдный парк в центре Москвы, недалеко от Садового кольца (участок между станциями метро Парк культуры и Смоленская). Добраться до парка можно также от станции метро Фрунзенская, но в непосредственной близости от парка метро нет (ближайшая станция метро — Парк культуры).
Сквер, огороженный невысокой чугунной оградой и засаженный старыми деревьями, исторически был украшен двумя памятникам — монументальным каменным — Льву Толстому, в торце сквера, выходящем в сторону кольца, и более скромным памятником врачу, детскому доктору и основателю больницы Филатову в противоположном торце сквера, смотрящем в сторону Новодевичьего монастыря.
В сквере имеется также фонтан и типовой бюст военачальника Фрунзе перед фасадом выходящего на сквер здания Общевойсковой академии.
В 2014 году к этим памятникам был прибавлен ещё один. В год столетия Дальней Авиации России, Министр Обороны России Сергей Шойгу торжественно открыл памятник лётчикам Дальней авиации на центральной аллее сквера Девичьего поля. Церемония открытия состоялась 12 ноября. В ней приняли участие командующий Дальней авиацией генерал-лейтенант Анатолий Жихарев и последний командующий Дальней авиацией СССР Герой Советского Союза генерал-полковник Василий Решетников.

## Описание памятника
Памятник, созданный скульптором Салаватом Щербаковым и архитектором Игорем Воскресенским, представляет собой три фигуры лётчиков — Российской Империи, Советского Союза и Современной России. Лётчик имперского времени одет в подбитую мехом лётную куртку, шлем, краги, галифе и сапоги, на поясе у него кортик, на груди — орден Святого Георгия. Советский лётчик — Герой Советского Союза, одетый в форму сталинского времени. Современный лётчик стоит по центру, выступая как связующее звено между другими двумя, и твёрдо и пристально всматриваясь в небо.
Лётчики стоят на фоне карты страны, окружённой лавровым венком. На карте над головами лётчиков изображены их самолёты: слева советский Пе-8, справа дореволюционный «Илья Муромец», по центру — российский Ту-160. Вокруг венка начертан девиз Дальней авиации: «Мастерство. Отвага. Достоинство. Честь». Имперский двуглавый орёл венчает карту.
Бронзовая композиция установлена на невысокий гранитный постамент.
Памятник создан по инициативе командования и ветеранов Дальней авиации России. В его создании также приняло участие Российское военно-историческое общество.